# جائزة الملك سلمان لأبحاث الإعاقة
جائزة الملك سلمان لأبحاث الإعاقة هي جائزة معترف بها دوليًا تُمنح للأفراد البارزين الذين ساهموا في المعرفة والبحث العلمي في مجال الإعاقة. تأسست الجائزة من قبل مركز الملك سلمان لأبحاث الإعاقة.

## المناطق والترشيحات
هناك ثلاثة مجالات رئيسية للجائزة يتم فيها قبول الترشيحات. هذه المجالات هي العلوم الصحية والطبية، والعلوم التربوية والتعليمية، والعلوم التأهيلية والاجتماعية. يتم قبول الترشيحات من المنظمات البحثية والعلمية المحلية والدولية وكذلك الأقسام الأكاديمية والجامعات.

## قيمة الجائزة
يحصل الفائزون على المكافآت التالية: 
- شهادة بأسمائهم وأعمالهم.
- ميدالية فخرية.
- 500,000 ريال سعودي (133,450 دولار أمريكي).

## قائمة الفائزين
ا
| السنة | العلوم الصحية والطبية | العلوم التربوية والتعليمية                                             | العلوم التأهيلية والاجتماعية                                                       |
| ----- | --------------------- | ---------------------------------------------------------------------- | ---------------------------------------------------------------------------------- |
| 2014  | فوزان الكريع          | آن ب. تيرنبول (Ann P. Turnbull) راذرفورد تيرنبول (Rutherford Turnbull) | هيو م. هير(Hugh M. Herr) البروفيسور مارغريت جي. ستيمان(Prof. Margaret G. Stineman) |